# Settings (Windows)
Windows Settings hoặc  Settings (PC Settings trong Windows 8 và 8.1) là một ứng dụng UWP được đi kèm với Windows 8 và Windows Server 2012 trở về sau.

## Chức năng
Trên Windows Server 2012 và Windows 8, PC Settings được thiết kế như một khu vực cài đặt đơn giản được tối ưu hóa để sử dụng trên các thiết bị màn hình cảm ứng. Nó có một phần nhỏ tùy chọn cũng có thể được truy cập qua Control Panel phiên bản desktop với một giao diện hai panel; hơn nữa, một số chức năng (bao gồm thêm tài khoản và thay đổi ảnh người dùng) chỉ có thể được thực hiện trong PC Settings. Windows 8.1 cải thiện thêm cho thành phần này, bổ sung thêm nhiều tùy chọn trước đó chỉ có trên Control Panel.
Trên Windows 10, ứng dụng được đổi tên thành "Settings", và như tất cả các ứng dụng Windows khác, nó sẽ chạy trong một cửa sổ desktop. Nó được bổ sung thêm nhiều tùy chọn hơn, trước đó chỉ có trên Control Panel phiên bản desktop. Vì nó cũng là một ứng dụng Universal Windows, phiên bản ứng dụng Settings này cũng được sử dụng trên Windows 10 Mobile cho các điện thoại thông minh và máy tính bảng.